# Xã Tuscarawas, Quận Coshocton, Ohio
Xã Tuscarawas (tiếng Anh: Tuscarawas Township) là một xã thuộc quận Coshocton, tiểu bang Ohio, Hoa Kỳ. Năm 2010, dân số của xã này là 1.864 người.